# Gonomyia (Gonomyia) octospinosa
Gonomyia (Gonomyia) octospinosa is een tweevleugelige uit de familie steltmuggen (Limoniidae). De soort komt voor in het Palearctisch gebied.